# Tropidia saprophytica
Tropidia saprophytica är en orkidéart som beskrevs av Johannes Jacobus Smith. Tropidia saprophytica ingår i släktet Tropidia och familjen orkidéer. Inga underarter finns listade i Catalogue of Life.